# Kim English
Kim English (* 6. September 1970 in Chicago, Illinois; † 2. April 2019 ebenda) war eine US-amerikanische Disco- und Soulsängerin sowie Songwriterin, die Mitte der 1990er Jahre bekannt wurde. Zu ihren größten Hits gehören Unspeakable Joy (1999), Missing You (2000) und Everyday (2001).

## Leben
Kim English sang zunächst in einem Gospelchor. Sie war aktives Mitglied des evangelikalen Family Christian Center, einer Megachurch in Munster, Indiana.
Für ihre erste Single, Nite Life, arbeitete English 1994 mit den ehemaligen Ten-City-Mitgliedern Byron Burke und Byron Stingily zusammen, die als Produzenten in Erscheinung traten und den „Original Ten City Remix“ beisteuerten. Weitere Mixe kamen von Armand Van Helden und Masters at Work. Der Track vom Debütalbum Higher Things erreichte Platz 35 der UK-Charts.
Weitere Auskopplungen, die sich in der britischen Hitparade platzieren konnten, sind Time for Love (1995 Platz 48) und Supernatural (1997 Platz 50). Auch das von Burke und Stingily geschriebene Time for Love, das nicht auf dem Album zu finden ist, kletterte 1995 in die UK-Charts (Platz 52). Supernatural stieg 1997 außerdem auch auf Platz 5 der US-Dance-Charts, Learn 2 Luv kam dort wenig später auf Platz 4, der Titelsong des Albums Higher Things erreichte im Jahr 2000 Platz 2.
Von 1999 bis 2007 stiegen insgesamt acht Tracks der Sängerin auf Platz 1 der Billboard Dance-Charts: Unspeakable Joy (1999), Missing You (2000), Bumpin’ and Jumpin’ und Everyday (beide 2001), Treat Me Right (2002), It Makes a Difference und C’est la vie (beide 2006) sowie My Destiny (2007). Für ihre insgesamt drei bei Nervous Records erschienenen Alben, Higher Things (1998), Re-Energized (2000) und My Destiny (2006), arbeitete English mit Housekoryphäen wie Junior Vasquez, Razor n’ Guido, Wamdue Project, Boris & Beck und anderen.
Kim English gründete Ende der 1990er Jahre ihren Musikverlag „Simply English Music“. Zuletzt stand sie bei „Nervous Records“ in New York unter Vertrag. Sie starb nach Angaben ihres Managements nach fünfjähriger Krankheit im Alter von 48 Jahren an Nierenversagen, sie hatte zuvor vergeblich auf eine Spenderniere gewartet.

## Diskografie

### Alben
- 1998: Higher Things (Nervous 20258)
- 2000: Re-Energized (Kompilation; Nervous 20410)
- 2006: My Destiny (Nervous 20516)

### Singles
| Jahr | Titel Album                                                     | Höchstplatzierung, Gesamtwochen, AuszeichnungChartplatzierungen (Jahr, Titel, Album, Platzierungen, Wochen, Auszeichnungen, Anmerkungen) | Höchstplatzierung, Gesamtwochen, AuszeichnungChartplatzierungen (Jahr, Titel, Album, Platzierungen, Wochen, Auszeichnungen, Anmerkungen) | Anmerkungen |
| Jahr | Titel Album                                                     | UK | Dance | Anmerkungen |
| ---- | --------------------------------------------------------------- | --- | --- | --- |
| 1994 | Nite Life Higher Things                                         | UK35 (4 Wo.)UK | — | Erstveröffentlichung: Juli 1994 Autoren / Produzenten: Byron Burke, Byron Stingily, Gershon Jackson                          |
| 1995 | Time for Love Higher Things                                     | UK48 (2 Wo.)UK | — | Erstveröffentlichung: Februar 1995 Produzenten: Ten City, David Morales Autoren: Byron Burke, Byron Stingily                 |
| 1995 | I Know a Place –                                                | UK52 (2 Wo.)UK | Dance32 (8 Wo.)Dance | Erstveröffentlichung: August 1995 Autoren / Produzenten: Byron Burke, Byron Stingily, Mike Dunn                              |
| 1997 | Supernatural Higher Things                                      | UK50 (2 Wo.)UK | Dance5 (13 Wo.)Dance | Erstveröffentlichung: April 1997 Remixe: Mousse T., Lil’ John Coleman, B. O. P. Autoren: Kim English, Lamar Hula Mahone      |
| 1997 | Learn 2 Luv Higher Things                                       | — | Dance4 (13 Wo.)Dance | Erstveröffentlichung: September 1997 Remixe: John Ciafone, Marques Wyatt, Tommy Musto Autoren: John Ciafone, Lem Springsteen |
| 1998 | Bumpin’ and Jumpin’ –                                           | — | Dance14 (11 Wo.)Dance | Erstveröffentlichung: April 1998 Remixe: Zack Toms, Hex Hector Autoren / Produzenten: Zack Toms, Paul Simpson                |
| 1999 | Tomorrow Higher Things                                          | — | Dance35 (7 Wo.)Dance | Erstveröffentlichung: Januar 1999 Remixe: Mark Picchiotti, Teddy Douglas, DJ Spen Autor / Produzent: Todd Edwards            |
| 1999 | Unspeakable Joy Higher Things                                   | — | Dance1 (12 Wo.)Dance | Erstveröffentlichung: April 1999 Remixe: Razor n’ Guido, Bobby D’Ambrosio Autoren: Kim English, Maurice Joshua               |
| 2000 | Missing You (Mind Trap Remixes) Higher Things                   | — | Dance1 (13 Wo.)Dance | Erstveröffentlichung: Februar 2000 Remix: Mind Trap; Produzent: Frankie Feliciano Autoren: Kim English, Frankie Feliciano    |
| 2000 | Higher Things                                                   | — | Dance2 (14 Wo.)Dance | Erstveröffentlichung: September 2000 Remixe: Jazz-n-Groove, Maurice Joshua Autoren: Kim English, Maurice Joshua              |
| 2001 | Bumpin’ and Jumpin’ (The Michael T. Diamond Mix) –              | — | Dance1 (12 Wo.)Dance | Erstveröffentlichung: Mai 2001 Remix: Michael T. Diamond Autoren / Produzenten: Zack Toms, Paul Simpson                      |
| 2001 | Everyday My Destiny                                             | — | Dance1 (14 Wo.)Dance | Erstveröffentlichung: Dezember 2001 Remixe: Hex Hector & Mac Quayle, Maurice Joshua Autoren: Kim English, Maurice Joshua     |
| 2002 | Treat Me Right (Guido Osorio and Jon Cutler Remixes) My Destiny | — | Dance1 (11 Wo.)Dance | Erstveröffentlichung: Juli 2002 Remixe: Guido Osorio, Jon Cutler Autoren: Kim English, Maurice Joshua                        |
| 2006 | It Makes a Difference My Destiny                                | — | Dance1 (15 Wo.)Dance | Erstveröffentlichung: Februar 2006 Remixe: Jody Denbroeder, Tony Moran, Kyle Smith Autoren: Kim English, Kyle Smith          |
| 2006 | C’est la vie (Remixes) My Destiny                               | — | Dance1 (14 Wo.)Dance | Erstveröffentlichung: Juni 2006 Remixe: Hex Hector, Scott Wozniak Autoren: Kim English, Maurice Joshua                       |
| 2007 | My Destiny                                                      | — | Dance1 (14 Wo.)Dance | Erstveröffentlichung: Mai 2007 Remixe: Ron Carroll, Austin Leeds, Kobbe Autoren: Kim English, Maurice Joshua                 |

Weitere Singles
- 1988: Missing You
- 2001: Been So Long
- 2001: Diva2Diva (Junior Vasquez presents Charlotte vs. Kim English)
- 2002: Simply Grateful
- 2004: C’est la vie
- 2005: Love That Jazz
- 2006: Nitelife (Encore) (Remix: Kenny Dope)
- 2009: Nothing’s Impossible
- 2011: The Only One (Kim English meets Blacksoul, József Keller und Pete-R)
- 2011: When You Were Mine (Ambisonicz feat. Kim English)
- 2014: 4 the Luv of Music
- 2015: Natural High
- 2016: Unspeakable Joy (Dirty Disco feat. Kim English)
- 2022: Moving All Around (Jumpin’) (Schak feat. Kim English, UK: Silber)